# Station Saint-Jean-de-Braye
Station Saint-Jean-de-Braye is een spoorwegstation in de Franse gemeente Saint-Jean-de-Braye.